# Timbe

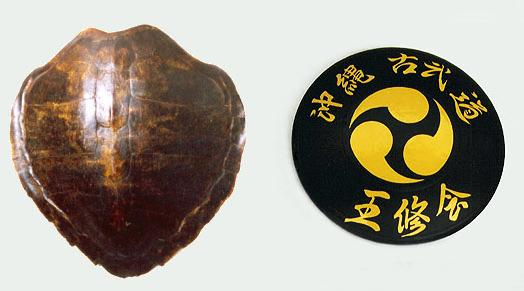
Timbe traditionnels.

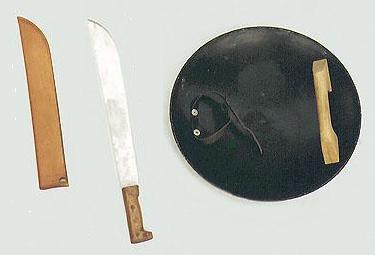
Timbe et seiryuto traditionnels.

Le timbe est un bouclier fait à l'origine avec une carapace de tortue, mais on en trouve réalisés en acier ou en aluminium (plus léger). Dans ce dernier cas, le diamètre est d'environ 45 cm. Dans sa partie interne sont fixées une poignée en bois et une lanière pour passer le bras. Il est utilisé dans les kobudo d'Okinawa.
Sa pratique est toujours jointe à celle du seiryuto qui est une machette dont le manche est en bois et la lame en acier. Sa longueur est de 60 cm.
Le timbe est tenu d'une main et le seiryuto de l'autre.
Dans la progression du kobudo traditionnel d'Okinawa, le timbe et le seiryuto sont la dixième arme étudiée et ne sont enseignés qu'à partir du 4e dan.